# Фоллис, Арианна
Арианна Фоллис (итал. Arianna Follis; 11 ноября 1977, Ивреа, Турин, Пьемонт) — её семья из Грессоне-Сен-Жана (Долина Аосты), где она живёт) — известная итальянская лыжница, призёрка Олимпийских игр, чемпионка мира, многократная победительница этапов Кубка мира. Специалистка как спринтерских так и дистанционных гонок, предпочитает свободный стиль передвижения на лыжах
В Кубке мира Фоллис дебютировала в 1995 году, в марте 2006 года одержала свою первую победу на этапе Кубка мира в спринте. Всего на сегодняшний момент имеет 4 победы на этапах Кубка мира, из них 2 в спринте и 2 в командном спринте. Лучшим достижением Фоллис в общем итоговом зачёте Кубка мира является 2-е место в сезоне 2008-09.
На Олимпиаде-2006 в Турине завоевала бронзу в эстафете, кроме того показала следующие результаты: дуатлон 7,5+7,5 км — 36-е место, командный спринт — 7-е место, спринт — 7-е место, масс-старт 30 км — 12 место.
На Олимпиаде-2010 в Ванкувере, приняла участие в четырёх гонках: 10 км свободным стилем — 11-е место, дуатлон 7,5+7,5 км — 9-е место, командный спринт — 4-е место, эстафета — 4-е место.
За свою карьеру принимала участие в пяти чемпионатах мира, на которых завоевала 1 золотую, 1 серебряную и 3 бронзовые медали.
Использует лыжи производства фирмы Fischer, ботинки и крепления Salomon.
Серебряный призёр Чемпионата Мира по лыжным гонкам в Холменколлене